# Pivijay
Pivijay es uno de los municipios de Colombia, que se encuentra en el departamento del Magdalena. Pivijay constituye uno de los 30 municipios del departamento, que está ubicado al norte de la república de Colombia, dentro de la región Caribe de Colombia.

## Toponimia
Su nombre se da por haber encontrado en este sitio gran número de árboles llamados pivijay, dándole a la población este nombre. 

## División Político-Administrativa
Su Cabecera municipal se encuentra dividida en los barrios: Centro, La Candelaria, Hospital, El Carmen, Los Robles, San Martín, Monserrate, Jagüey, Las Mercedes, La Bonga y La Bonguita.
Pivijay tiene bajo su jurisdicción los siguientes centros poblados:
- Caraballo
- Carmen del Magdalena (Paraco)
- Chinoblas
- La Avianca
- La Retirada
- Las Canoas
- Las Piedras
- Medialuna
- Paraíso
- Piñuela
- Placitas
- San José de la Montaña (Garrapata)

## Historia
Los fundadores de Pivijay fueron los españoles que acompañaban a José Flórez de Longoria, quienes el 30 de mayo de 1774 llegaron con 120 familias procedentes de la Villa del Rosario de Guáimaro y se instalaron en este lugar huyendo de las inundaciones del río Magdalena, su fundación efectuó a orillas del Caño Ciego. 
Mientras, que el día 19 de marzo de 1777 fue fundado el centro poblado Medialuna, por un grupo de familias guiadas por un misionero. 
Se convirtió en municipio en 1912.

## Geografía
Pivijay se asientan sobre una superficie plana y arenosas.

## Cultura
En Pivijay también se pueden encontrar diversos sitios de interés cultural. La iglesia principal del municipio, construida en el siglo XVIII, es un ejemplo de la arquitectura colonial de la región. Además, hay varios museos y casas de cultura donde se pueden apreciar exposiciones de arte y artesanías típicas de la zona. Famoso por su extensa cultura vallenata como el festival provinciano de acordeones y otros eventos de interés cultural

## Gastronomía
La gastronomía es otro aspecto destacado de Pivijay. Aquí se pueden degustar platos típicos de la región, como su famoso bollo de yuca,el arroz con coco y pescado frito,el sancocho de gallina,  patacones con queso o suero, huevos de iguana o guiso de hicotea (en temporada) y diferentes frutas tropicales.

## Servicios públicos
- Energía Eléctrica: Air-e, del grupo EPM, es la empresa prestadora del servicio de energía eléctrica.
- Gas Natural: Gases del Caribe es la empresa distribuidora y comercializadora de gas natural en el municipio.